# Trevor Donovan

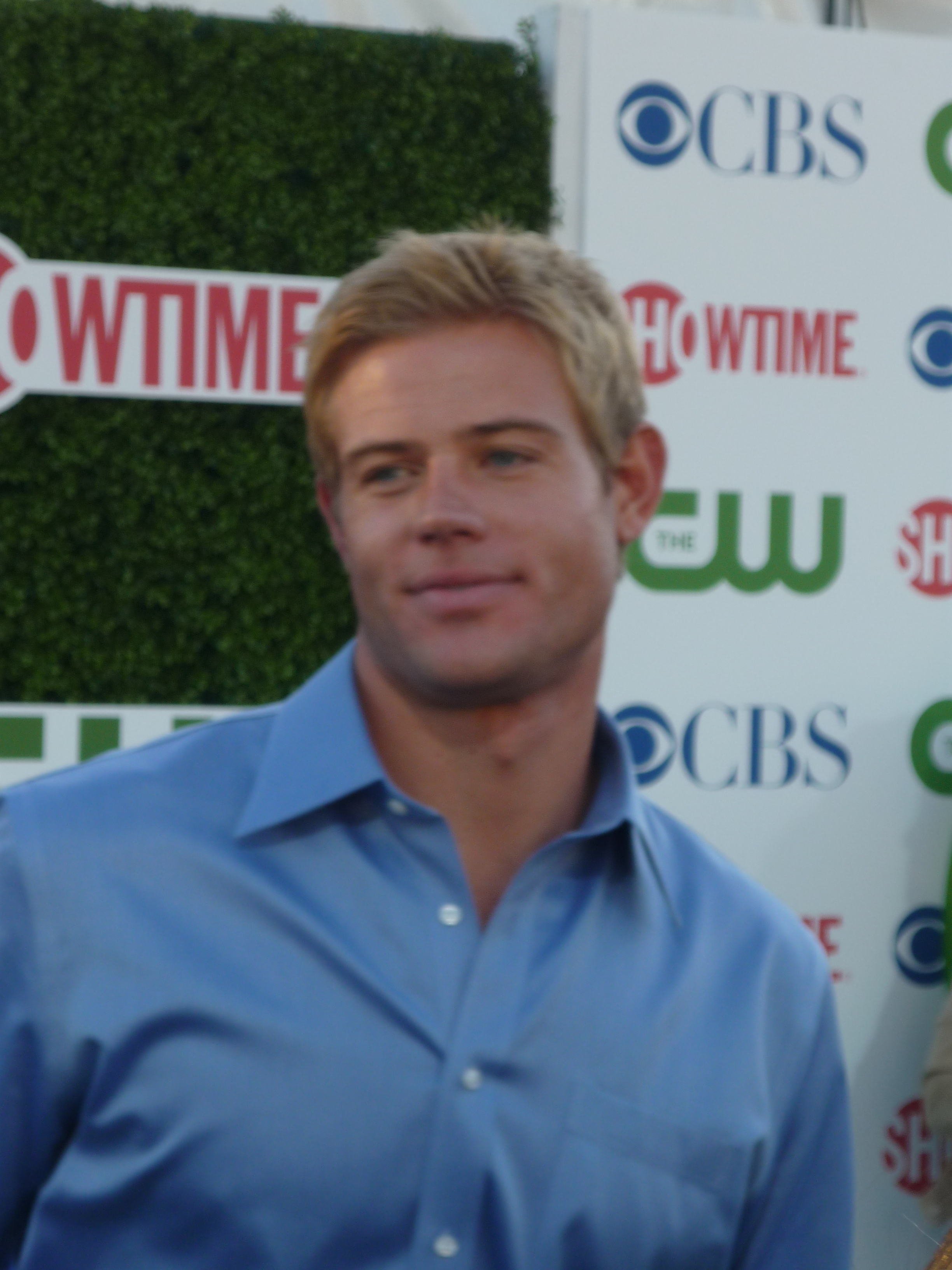
Trevor Donovan

Trevor Donovan (* 11. Oktober 1978 in Bishop, Kalifornien) ist ein US-amerikanischer Schauspieler.

## Leben
Der in Bishop geborene Schauspieler wuchs in Mammoth Lakes auf.
Trevor Donovan spielte zuerst viele kleinere Rollen, zum Beispiel die des Jeremy Horton in Zeit der Sehnsucht oder die des Tom Greer in Surrogates – Mein zweites Ich. Von 2009 bis 2011 hatte er außerdem die Rolle des Teddy Montgomery in 90210 inne, welche zuerst eine Nebenrolle war und in Staffel 3 zu einer Hauptrolle ausgebaut wurde, in Staffel 4 und 5 jedoch wieder eine Nebenrolle war. 2013 hatte er in der 3. Staffel von Melissa & Joey eine Nebenrolle.

## Filmografie (Auswahl)
- 2007: Zeit der Sehnsucht (Days of our Life, Fernsehserie, 42 Folgen)
- 2009: Surrogates – Mein zweites Ich (Surrogates)
- 2009–2013: 90210 (Fernsehserie, 58 Folgen)
- 2010: Takers – The Final Job (Takers)
- 2011: CSI: Vegas (CSI: Crime Scene Investigation, Fernsehserie, Folge 11x11)
- 2012: Strawberry Summer
- 2013: Die verzauberte Schneekugel (A Snow Globe Christmas)
- 2013: The Client List (Fernsehserie, 2 Folgen)
- 2013: Melissa & Joey (Fernsehserie, 6 Folgen)
- 2013: Drop Dead Diva (Fernsehserie, Folge 5x08)
- 2014: American Warships 2 (Bermuda Tentacles, Fernsehfilm)
- 2015: Love Finds You In Charm – Entscheidung für die Liebe (Love Finds You in Charm, Fernsehfilm)
- 2016: JL Ranch (Fernsehfilm)
- 2016: Love on a Limb (Fernsehfilm)
- 2017: Navy CIS (NCIS, Fernsehserie, Folge 15x04)
- 2017: Marry Me At Christmas – Ein Fest zum Verlieben (Fernsehfilm)
- 2018: Runaway Romance (Fernsehfilm)
- 2018: Neighborhood Watch (Fernsehfilm)
- 2018: Lucifer (Fernsehserie, Folge 3x15)
- 2018: The Ghost Beyond
- 2019: SnowComing (Fernsehfilm)
- 2019: Love, Fall & Order (Fernsehfilm)
- 2019: Nostalgic Christmas (Fernsehfilm)
- 2019: Liebe auf Rezept (Prescription for Love, Fernsehfilm)
- 2020: Weihnachten ahoi! (USS Christmas, Fernsehfilm)
- 2021: Liebe auf dem Weihnachtspier  (Nantucket Noel, Fernsehfilm)
- 2021: Jingle Bell Princess
- 2024: Reagan